# 佐々木原保志
佐々木原 保志（ささきばら やすし、1950年 - ）は、日本の撮影監督。北海道帯広市出身。

## 経歴
1968年北海道帯広三条高等学校卒業。1971年日活撮影所に契約カメラマンとして入社、1973年以降はフリーとなり、1982年の『ISAMI』で撮影監督としてデビュー。照明監督の安河内央之とは名コンビと謳われ、多数の作品を輩出。1988年日本映画撮影監督協会（J.S.C.）に入会し、2002年から副理事長を務める。2005年大阪芸術大学映像学科の教授に就任。

## 主な撮影作品

### 映画
※受賞歴のある作品は太字で表記
1980年代
- ISAMI （1982年）
- 連続暴姦 （1983年）
- 真夜中のボクサー （1983年）
- 南へ走れ、海の道を! （1986年）
- 沙耶のいる透視図 （1986年）
- ロマン子クラブ エッチがいっぱい （1986年）
- 湘南爆走族 （1987年）
- 名門!多古西応援団 （1987年）
- フリーター （1987年）
- 天使のはらわた 赤い眩暈 （1988年）
- DOOR （1988年）
- この胸のときめきを （1988年）
- その男、凶暴につき （1989年）

1990年代
- 激動の1750日 （1990年）
- さわこの恋 上手な嘘の恋愛講座 （1990年）
- 無能の人 （1991年）
- 修羅の伝説 （1992年）
- 喜多郎の十五少女漂流記 （1992年）
- 湾岸バッド・ボーイ・ブルー （1992年）
- 死んでもいい （1992年）
- J MOVIE WARS 月はどっちに出ている （1993年）
- ヌードの夜 （1993年）
- 夢魔 （1994年）
- RAMPO（奥山バージョン） （1994年）
- 119 （1994年）
- GONIN （1995年）
- 人でなしの恋 （1995年）
- ゲレンデがとけるほど恋したい。 （1995年）
- GONIN2 （1996年）
- 大統領のクリスマスツリー （1996年）
- 東京日和 （1997年）
- F (エフ) （1998年）
- 完全なる飼育 （1999年）
- 残侠 ZANKYO （1999年）
- 豚の報い （1999年）
- ドリームメーカー （1999年） - 別班撮影

2000年以降
- 極道三国志3 血染めの九州死闘篇 （2000年）
- フリーズ・ミー （2000年）
- ホーム・スイートホーム （2000年）
- 連弾 （2001年）
- DRUG （2001年）
- ホタル （2001年） - 別班撮影
- RUSH! （2001年） - 第2班撮影
- およう （2002年）
- 黄昏流星群 星のレストラン （2002年）
- 陽はまた昇る （2002年） - 撮影応援
- g@me. （2003年）
- ホーム・スイートホーム2 日傘の来た道 （2003年）
- ヘアスタイル『おさげの本棚』（2005年）
- サヨナラCOLOR （2005年）
- 不良少年の夢 （2005年）
- 転がれ!たま子 （2006年）
- ゴーヤーちゃんぷるー （2006年）
- 旅の贈りもの 0:00発 （2006年）
- おばちゃんチップス （2007年）
- ゲゲゲの鬼太郎 （2007年）
- 人が人を愛することのどうしようもなさ （2007年）
- チーム・バチスタの栄光 （2008年）
- ジェネラル・ルージュの凱旋 （2009年）
- 山形スクリーム （2009年）
- ハナミズキ （2010年）
- 旅の贈りもの 明日へ （2012年）
- プリンの味 （2012年）

### テレビドラマ
- 探偵物語 第14～16回（1979年、日本テレビ）[5]
- 相棒 Season1 第7,8,10話 （2002年、テレビ朝日）
- 産学協同ドラマ （大阪芸術大学とテレビ局の産学協同によるテレビドラマシリーズ）
  - 愛しのファミーユ 第4～6回・総集編（2007年）
  - ブロードキャストASUKA 第1～2回・総集編（2008年）
  - 風に向って走れ!〜芸大女子駅伝部〜 第1～3回 （2010年）

## 受賞歴
- 1987年 第8回ヨコハマ映画祭：撮影賞『南へ走れ、海の道を!』『沙耶のいる透視図』
- 1993年 第14回ヨコハマ映画祭：撮影賞『死んでもいい』『湾岸バッド・ボーイ・ブルー』
- 1995年 第18回日本アカデミー賞：優秀撮影賞『RAMPO 奥山監督版』[6]